# Мориссо-Леруа, Феликс
Феликс Мориссо-Леруа (фр. Félix Morisseau-Leroy; 13 марта 1912, Гран-Гозье, округ Белль-Анс, Юго-Восточный департамент Гаити — 5 сентября 1998, Майами, США) — гаитянский писатель

, поэт, драматург, писавший на гаитянском креольском языке, журналист, педагог, театральный деятель. Одним из первых начал использовать в литературе гаитянский креольский язык. К 1961 году ему удалось добиться признания креольского языка официальным языком Гаити, преподавания его в школах и использования в литературе.

## Биография
Родился в состоятельной семье мулатов. Получил образование на французском и английском языках. С 1940 года обучался в Колумбийском университете в Нью-Йорке.
Вернувшись на родину, учительствовал в Порт-о-Пренсе. Преподавал литературу и театральное искусство, занимался журналистикой и литературным творчеством. Занимал ряд политических правительственных постов, в том числе был директором государственных образовательных служб Министерства общественного образования Гаити и генеральным директором департамента национального образования.
После прихода к власти диктатора Франсуа Дювалье, вынужден был в 1960 г. эмигрировать. Сперва отправился в изгнание в Париж, позже в Африку в Гану, где в Аккре в течение нескольких лет преподавал литературу и театральное искусство, основал свою труппу «Театр-клуб». Работал также в других коллективах Ганы. В труппе «Рабочие бригады» поставил танцевальную драму собственного сочинения «Авоие» (на языке чви) с символическими образами антиимпериалистической направленности. Руководил созданной им Национальной труппой Ганы (1965), где поставил свою пьесу «Алосомбо» на производственную тему.
В 1966 г. переехал в Сенегал, ставил там спектакли в любительских коллективах (до 1979).
В 1981 году переехал в Майами, штат Флорида (США), где проживает большая гаитянская община. Оказал влияние на объединение гаитянской общины вокруг креольского языка и поощрял его изучение в академических кругах. Активно участвовал в развитии креольского языка и литературы в Майами и сотрудничал с редакцией газеты «Гаити на марше» (Haïti en Marche), вёл еженедельную колонку.
Умер в 1998 г. в Майами.

## Творчество
Дебютировал как поэт в 1940 г. (сборники стихов «Изобилие» (1940), «Судьба карибских островов» (1941), «Диакут» (1951); поэма-сказка «Родные места» (1948)).
В 1946 г. опубликовал роман «Жатва». В 1950-е годы написал пьесу «Догисими», в которой вывел положительный образ дагомейской женщины, затем поставил «Антигону» Жана Ануя (под названием «Антигона в Гаити»).
Среди постановок 1961—1965 годов: «Иерма» по Ф. Гарсиа Лорке, «Мисс Жюли» по А. Ю. Стриндбергу, «Читра» Р. Тагора.
Мориссо также опубликовал работы по французской, гаитянской креольской и гаитянской французской литературе.

## Избранные произведения
- Plénitudes (1940), поэзия
- Natif-natal, conte en vers (1948), рассказ в стихах
- Dyakout (Diacoute) (1951), поэзия
- Wa Kreyon (Antigone) in Kreyòl (1953), пьеса
- Haitiad and Oddities (1991), поэзия
- Les Djons d’Haiti Tom (1995)

## Память
- В его честь названа улица в районе Маленькое Гаити на севере Майами, штат Флорида.
- Канадский журнал Étincelles назвал Мориссо писателем года.